# Fryderyk Wittelsbach (Pfalz-Zweibrücken-Vohenstrauss-Parkstein)
Fryderyk Wittelsbach (ur. 11 kwietnia 1557 w Meisenheim  – zm. 17 grudnia 1597 w Vohenstrauß) - hrabia palatyn i książę Palatynatu-Zweibrücken-Vohenstrauss-Parkstein.

## Życiorys
Syn księcia Palatynatu–Zweibrücken Wolfganga i Anny Heskiej. Jego dziadkami byli: Ludwik II i Elżbieta Heska oraz landgraf Hesji Filip i Krystyna księżniczka saksońska.
Po śmierci ojca w 1569 roku ziemie został podzielone między jego pięciu synów. Filip Ludwik otrzymał Palatynat-Neuburg, Jan Palatynat–Zweibrücken, Otto Henryk Palatynat-Sulzbach, Fryderyk Palatynat-Zweibrücken-Vohenstrauss-Parkstein, Karol Palatynat-Zweibrücken-Birkenfeld.
Fryderyk w momencie śmierci ojca miał 12 lat, kuratele nad nim sprawował jego starszy brat Filip Ludwik. Dopiero w 1581 roku przejął władzę w swojej części. 
26 lutego 1587 roku ożenił się z Katarzyną Zofią (1561-1608), córką księcia Henryka XI Legnickiego i Zofii Hohenzollern. Para miała trójkę dzieci: Annę Zofię (1588-1589) i bliźniaków Jerzego Fryderyka i Fryderyka Kazimierza, którzy zmarli kilka dni po porodzie.
Ponieważ nie miał innych potomków, po jego śmierci w 1597 roku Palatynat-Zweibrücken-Vohenstrauss-Parkstein przejął Filip Ludwik. 